# 1619プロジェクト
1619プロジェクト（英語: The 1619 Project）は、ジェイムズタウンに初めて奴隷が連れてこられた1619年を真のアメリカ合衆国の建国として描いた長編ジャーナリズムの歴史記述的な作品である。アメリカ独立革命のパトリオット、アメリカ合衆国建国の父、エイブラハム・リンカーン、南北戦争時のアメリカ合衆国といったアメリカ史において古くから尊重されてきた人物や出来事を批評的な観点から描写している。プロジェクトは、ニコール・ハンナ＝ジョーンズ、ニューヨーク・タイムズのライター、ニューヨーク・タイムズ・マガジンによって製作された。奴隷制度とアメリカ合衆国の建国というテーマに焦点を当てている。プロジェクトの最初の作品は、2019年8月のニューヨーク・タイムズ・マガジンに掲載された。プロジェクトはピューリッツァー・センターの支援を受けて教育カリキュラムを開発し、後にブロードシート記事、ライブイベント、ポッドキャストが制作された。

## 受賞
プロジェクトの作者ニコール・ハンナ＝ジョーンズは、このエッセイにより2020年のピューリッツァー賞コメンタリー部門を受賞した。受賞理由として「1619プロジェクトのための広範で挑発的かつ個人的な彼女のエッセイは、アフリカ人の奴隷化をアメリカの物語の中心に据えようとする画期的なものであり、国家の建国と進化に関する国民的な議論を促した」ことが挙げられた。
2020年10月、ニューヨーク大学のアーサー・L・カーター・ジャーナリズム研究所は、1619プロジェクトを2010年から2019年の10年間における最も優れた10のジャーナリズム作品の1つとして選んだ。

## 禁止
ドナルド・トランプは、アメリカ合衆国大統領の任期の最後の数ヶ月間で1619プロジェクトを州のカリキュラムから禁止することを誓い、教師たちは学生に「自分自身の国を憎む」ように教えていると主張して非難した。トランプの提案に呼応して、共和党の議員たちも州の教育カリキュラムから1619プロジェクトを禁止するように働きかけた。アメリカ合衆国上院議員のトム・コットン、アーカンソー州下院議員のマーク・ローリー 、アイオワ州下院議員のスカイラー・ウィーラー、ミシシッピ州上院議員のアンジェラ・バークス・ヒルは、それぞれ1619プロジェクトを禁止する法案が提出された。[1][3] 2021年の夏の終わりまでに、27の州がコットンの法案と同様の文言と意図が反映された法案を提出した。
フロリダ州知事ロン・デサンティスの下で、フロリダ州の公立学校では1619プロジェクトを教えることが禁止された。初めは2021年のフロリダ州教育委員会の修正案により批判的人種理論が禁止されたことによって禁止され、その後、2022年のストップWOKE法によって再び禁止された。